# Loxofidonia acidaliata
Loxofidonia acidaliata là một loài bướm đêm trong họ Geometridae.